# Romaine Mundle
Romaine Lee Mundle (24 april 2003) is een Engels voetballer die sinds 1 februari 2024 uitkomt voor Sunderland AFC

## Clubcarrière
Mundle genoot zijn jeugdopleiding bij Tottenham Hotspur. In mei 2021 ondertekende hij er zijn eerste profcontract. In juni 2023 ondertekende hij een vierjarig contract bij Standard Luik, en daarna tekende hij bij Sunderland AFC.

## Clubstatistieken
| Seizoen         | Club            | Land            | Competitie      | Competitie | Competitie | Beker | Beker | Supercup | Supercup | Europees | Europees | Totaal | Totaal |
| Seizoen         | Club            | Land            | Competitie      | Wed.       | Dlp.       | Wed.  | Dlp.  | Wed.     | Dlp.     | Wed.     | Dlp.     | Wed.   | Dlp.   |
| --------------- | --------------- | --------------- | --------------- | ---------- | ---------- | ----- | ----- | -------- | -------- | -------- | -------- | ------ | ------ |
| 2023/24         | Standard Luik   | Vlag van België | Eerste klasse A | 4          | 0          | 0     | 0     | —        | —        | —        | —        | 4      | 0      |
| 2023/24         | Club NXT        | Vlag van België | Eerste klasse B | 1          | 1          | —     | —     | —        | —        | —        | —        | 1      | 1      |
| Carrière totaal | Carrière totaal | Carrière totaal | Carrière totaal | 5          | 1          | 0     | 0     | 0        | 0        | 0        | 0        | 5      | 1      |

Bijgewerkt op 5 augustus 2023.